# Мюнхенская академия изобразительных искусств
Мюнхенская академия изобразительных искусств (нем. Akademie der Bildenden Künste München — Мюнхенская академия изобразительных искусств) — одна из старейших художественных школ (академий) Германии. Она расположена в районе Максворштадт города Мюнхена, в Баварии, Германия.
Во второй половине XIX века академия стала одним из важнейших учебных заведений в Европе по подготовке художников и привлекала студентов со всей Европы и США.

## История
Своё начало Академия берёт в основанной в 1770 году баварским курфюрстом Максимилианом III Иосифом Школы рисования, или Академии живописцев и скульпторов (Zeichnungs Schule respective Maler und Bildhauer academie). Официальным днём создания Академии, однако, считается 13 мая 1808 года, когда король Баварии Максимилиан I открыл Королевскую академию изобразительных искусств.
В 1876—1885 годах для Академии архитектором Готфридом фон Нейрейтером было построено специальное здание на Леопольдштрассе в типичном стиле немецкого неоренессанса. В это здание Академия переехала в 1886 году и находится до наших дней. Первым директором академии был Иоганн фон Лангер, первым секретарём — философ Фридрих Шеллинг.

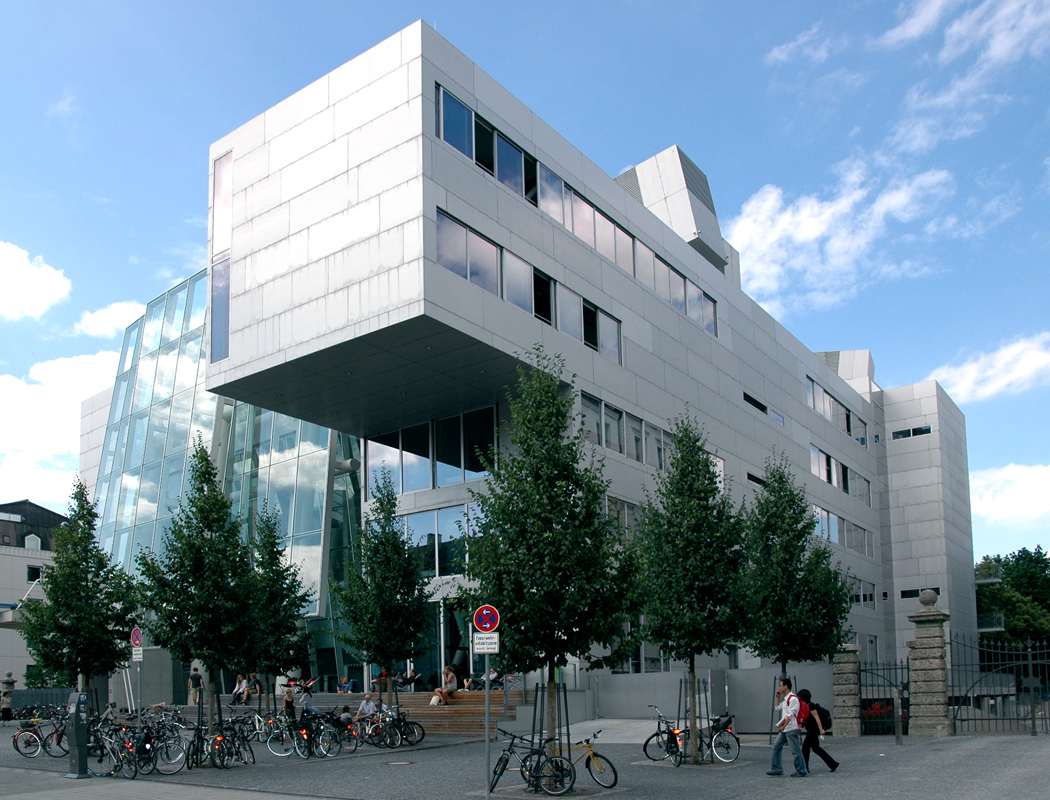
Новый корпус Академии изобразительных искусств в Мюнхене

С 1824 года директором академии был знаменитый художник Петер фон Корнелиус, один из основателей общества «назарейцев» в Риме. Помимо Академии, в 1868 году в Мюнхене была основана Королевская школа прикладного искусства (Königliche Kunstgewerbeschule).
С середины XIX столетия мюнхенская Академия становится одним из крупнейших и влиятельных художественных учебных заведений Европы. Кроме осуществления преподавательской деятельности, она стала центром, объединявшим художников-пейзажистов «мюнхенской школы». Наиболее признанными художниками-педагогами следует назвать Петера фон Корнелиуса, Франца фон Штука, Вильгельма фон Каульбаха, Карла Теодора фон Пилоти. Однако консерватизм руководства и преподавания других профессоров вызывал протест многих молодых прогрессивно мыслящих немецких художников. Именно мюнхенская академия стала к концу XIX века символом упадочного академизма немецкого искусства.
Ответом на кризис академии стала организация в Мюнхене нескольких частных школ, основанных талантливыми художниками-педагогами. Среди выделялись школы-студии Антона Ажбе и Шимона Холлоши.
После окончания Первой мировой войны мюнхенская Академия постепенно теряла своё значение, а после прихода в Германии к власти в 1933 году национал-социалистов она приобрела регрессивный характер и стала одним из центров нацистской культурной политики. Нацистские художники, такие как живописец Адольф Циглер и скульптор Йозеф Торак были назначены на руководящие должности, а «неарийские» профессора были уволены. Президент академии Карл Каспар, фактически лишённый власти, в 1937 году ушёл в отставку. При последующем руководстве из фондов академии было изъято так называемое «Упадочное искусство с 1910 года» (Verfallskunst seit 1910).
Во время Второй мировой войны здание Академии подверглось бомбардировкам американский авиации и было разрушено. При этом погибла ценнейшая коллекция произведений искусства — живописи, скульптуры, исторических костюмов. Библиотека, заранее эвакуированная, не пострадала и в настоящее время насчитывает около 90 тысяч единиц хранения. В 1946 году в состав Академии вошла баварская Государственная школа прикладного искусства. После 1946 года академия была обновлена путём назначения новых профессоров. Однако в послевоенные годы Мюнхенской академии было трудно освободиться от своего национал-социалистского прошлого. Самым противоречивым примером денацификации был Герман Каспар, состоявший одним из видных деятелей культуры Третьего рейха, но снова работавший профессором живописи с 1956 по 1972 год. В 1953 году академия получила современное название.
В 1950-х годах в академии была создана художественная группа «SPUR». 26 июня 1967 года в Академии была организована «Университетская группа студентов-социалистов-искусствоведов (HSK)». В 1968 году были поставлены несколько пьес антитеатра Райнера Вернера Фасбиндера, а представители студентов (AStA) показали документацию по «делу Германа Каспара». Академия была закрыта министром образования Людвигом Хубером 22 февраля 1969 года, решение административного суда отменило это закрытие. В 1978 году назначение министерством Франца Бернхарда Вайсхаара снова вызвало жаркие споры. В 1989 году на заблокированном этаже станции метро Universität была построена Akademie Galerie. В 2005 году на Академиштрассе, 2 была открыта современная пристройка.

## Общие сведения
По данным 2011 года в мюнхенской Академии обучалось около 700 студентов. Её руководитель — Дитер Рем. Преподавание ведётся по направлениям «живопись», «скульптура», «прикладное искусство», «архитектура интерьера». Проводится также подготовка художников-педагогов для начальных школ и гимназий.

## Художники, обучавшиеся в Мюнхенской академии
- Франц Аккерман
- Лоуренс Альма-Тадема
- Иван Ангелов
- Северин Бещад
- Генрих Георг Брандес
- Август Бромейс
- Карл Берш
- Генрих Бюркель
- Александр Герымский
- Максымилиан Герымский
- Теодор Горшельт
- Отто Грейнер
- Иммендорф, Йорг
- Ловис Коринт
- Василий Кандинский
- Альберт фон Келлер
- Джорджио де Кирико
- Пауль Клее
- Альфред Кубин
- Иван Лазаров
- Штефан Лучиан
- Франц Марк
- Станислав Матцке
- Людек Марольд
- Альфонс Муха
- Отто Мюллер
- Вадим  Меллер
- Уильям Оберхардт
- Бруно Пауль
- Леопольд Пилиховский
- Штефан Попеску
- Иоганн Леонгард Рааб
- Теодор Ригер
- Рихард Римершмид
- Ян Богумил Розен
- Альфред Ромер
- Савичевский, Станислав
- Соломон Джозеф Соломон
- Жеко Спиридонов
- Чеслав Танский
- Николае Тоница
- Джон Генри Твахтман
- Уильям Меррит Чейз
- Рейнгард Себастиан Циммерман
- Эрнст Циммерман
- Фриц Шлефлер
- Виктор Шрамм
- Хаг, Карл
- Сириус Эберле
- Карл фон Энгубер